# Prosena conica
Prosena conica là một loài ruồi trong họ Tachinidae.